# Polikarpov R-5
Polikarpov R-5 là một loại máy bay ném bom/trinh sát hạng nhẹ của Liên Xô trong thập niên 1930. Nó là máy bay trinh sát và ném bom hạng nhẹ tiêu chuẩn của Không quân Xô viết trong những năm đầu của thập niên 1930, nó còn được dùng làm máy bay chở khách cỡ nhỏ, trên 7.000 chiếc đã được chế tạo.

## Biến thể
R-5
Máy bay ném bom/trinh sát. Dùng động cơ M-17B, sau đó thay bằng M-17F từ năm 1933. 4.914 chiếc.
R-5Sh
Shturmovik. Biến thể cường kích.
R-5a
Thủy phi cơ trinh sát. Còn gọi là MR-5, MR-5bis hay Samolet 10. 111 chiếc chế tạo giai đoạn 1934-35.
R-5D
Phiên bản tầm xa. 1 chiếc.
R-5 Jumo
Dùng để thử nghiệm động cơ. Còn gọi là ED-1.
R-5M-34
Phiên bản thử nghiệm lắp động cơ M-34.
R-5T
Máy bay ném bom ngư lôi một chỗ.
R5-SSS
Phiên bản cải tiến. Còn gọi đơn giản là SSS. Trên 100 chiếc chế tạo giai đoạn 1935-36.
P-5
Phiên bản vận tải hạng nhẹ cho Aeroflot. Dùng động cơ M-17B. ~1000 chiếc chế tạo năm 1940.
P-5a
Phiên bản thủy phi cơ của P-5 – chế tạo số lượng nhỏ.
R-5L
Limuzin. Phiên bản chở khách với cabin cho 2 khách. Chế tạo số lượng nhỏ năm 1931.
P-5L
Phiên bản chở khách sửa đổi. 7 chiếc vào năm 1933.
PR-5
Phiên bản chở khách hiện đại hóa cuối cùng. 210 chiếc hoán cải cho Aeroflot.
PR-12
Máy bay chở khách một tầng cánh dựa trên PR-5. 1 chiếc chế tạo năm 1938.
ARK-5
LSh
Legkii Shtumovik. Máy bay cường kích bọc giáp nhẹ. 1 chiếc năm 1930.
TSh-1
Tyazheli Shtumovik. Máy bay cường kích bọc giáp nặng Heavily (giáp dày 6 mm) dựa trên R-5, chỉ có 3 mẫu thử.
TSh-2
ShON
Phiên bản cường kích hạng nhẹ. 30 chiếc.

## Quốc gia sử dụng
Iran
 Cộng hòa Tây Ban Nha
- Không quân Cộng hòa Tây Ban Nha

 Tây Ban Nha
- Không quân Tây Ban Nha

 Mông Cổ
- Không quân Nhân dân Mông Cổ

 Thổ Nhĩ Kỳ
- Không quân Thổ Nhĩ Kỳ

 Liên Xô
- Aeroflot
- Không quân Xô viết

## Tính năng kỹ chiến thuật (sản xuất năm 1930)
Dữ liệu lấy từ The Osprey Encyclopedia of Russian Aircraft from 1875 - 1995 
Đặc điểm tổng quát
- Kíp lái: 2
- Chiều dài: 10,56 m (34 ft 7½ in)
- Sải cánh: 15,5 m (50 ft 10¼ in)
- Chiều cao: 3,25 m [3] (10 ft 8 in)
- Diện tích cánh: 50,2m² (540 ft²)
- Trọng lượng rỗng: 1.969 kg (4.341 lb)
- Trọng lượng có tải: 3.247 kg (7.158 lb)
- Động cơ: 1 × Mikulin M-17B, 507 kW (680 hp)

 Hiệu suất bay 
- Vận tốc cực đại: 228 km/h (123 kn, 142 mph)
- Tầm bay: 800 km (432 nmi, 497 mi)
- Trần bay: 6.400 m (21.000 ft)
- Tải trên cánh: 64,7 kg/m² (13,3 lb/ft²)
- Công suất/trọng lượng: 0,16 kW/kg (0,095 hp/lb)
- Lên độ cao 1000 m (3.300 ft): 2,1 phút

Trang bị vũ khí

- 1 × súng máy PV-1 và 1 × súng máy DA
- 250 kg (550 lb) bom